# Skeletscintigrafie

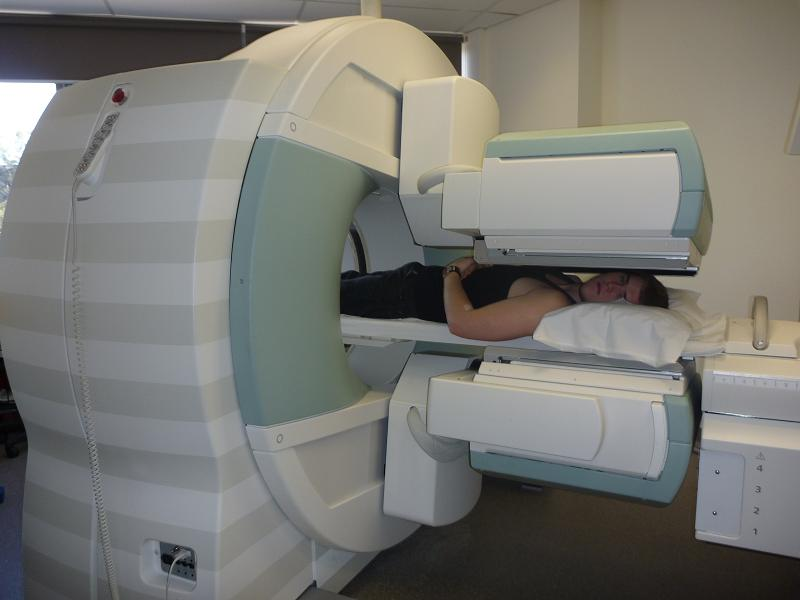
Botscan van de schedel

Skeletscintigrafie is een beeldvormende techniek in de geneeskunde waarbij een afbeelding gemaakt wordt van het skelet door dit eerst 'op te laden' met een radio-actieve isotoop. Men gebruikt ook wel de term "botscan".
De techniek is met name nuttig om plaatsen in het skelet met verhoogde afbraak- en opbouwactiviteit op te sporen. Op een gewone röntgenfoto zijn wel breuken van een bot te zien, maar geen beginnende ontstekingen of (uitzaaiingen van) kwaadaardige tumoren.

## Uitvoering
1. de patiënt krijgt een zeer kleine dosis van een kortlevend radioactief materiaal toegediend dat zich bij voorkeur in het bot ophoopt.
2. er wordt een aantal uren gewacht tot de gegeven dosis in het bot is ingebouwd.
3. nu wordt er met een gammacamera een opname van het skelet gemaakt, die aantoont waar de radioactiviteit zich bevindt. Het oplossend vermogen van de plaatjes is klein, ca 1 cm.

## Beperkingen
De techniek is gevoelig, maar aspecifiek: het enige dat te zien is zijn de 'hot spots' in het botweefsel, niet waardoor deze worden veroorzaakt. 
De oorzaak van een versterkte opname kan zijn het genezingsproces van een breuk, een ontsteking, een reparatiereactie ter plaatse van een zwakke plek, of een kwaadaardige tumor. Interpretatie van het resultaat moet dus voorzichtig gebeuren en vereist een grote kennis van zaken.

## Toepassing
Bij mensen bij wie al een primaire tumor is gevonden kan een botscan worden gemaakt om te kijken of er tekenen van (bot)metastasering zijn; is dit het geval dan is een behandeling die op genezing is gericht door middel van een radicale operatie over het algemeen niet meer zinvol. Bij pijn in een bot zonder afwijkingen op de röntgenfoto kan een botscan weleens een afwijking aantonen.